# 飛騨國テレビ
飛騨國テレビ（ひだこくてれび）は、かつて岐阜放送テレビのニュース番組、「ぎふサテ!」の木曜日のコーナーであった。

## 概要
その名の通り飛騨地域の旬の情報・話題を伝えるもので、2013年9月23日までは独立した番組であり、高山市の岐阜新聞・岐阜放送ひだ高山総局内に設けられた高山スタジオから生放送されていた。2013年10月10日より「NEWS 5 PLUS」第2部の1コーナーに内包され、岐阜放送本社スタジオからアナウンサーが伝える形式に変更された。「NEWS 5 PLUS」の放送終了に伴い、2014年1月6日から後継番組である「Station!」に移行され、2019年10月3日から後継番組である「ぎふサテ!」に移行され、2021年3月24日で終了。飛騨地域の情報はフォーカスぎふ内のコーナー、飛騨トピに引き継がれた。

## 内容
(この項要編集)
- 今日の給食（飛騨地方の保育園や幼稚園の給食をリポート）
- 週刊高山西高校（高山西高校の生徒や教職員が生出演して学校内の話題等をリポートする。）＊現在は放送されていない。

※富山情報コーナー（富山に関する情報コーナー。チューリップテレビが制作に協力している）

## 出演者
- 小林理真

### 過去の出演者
- 若山貴嗣（2006年12月頃～2008年4月）（岐阜放送アナウンサー）
- 尾藤すみれ（2008年5月～2008年9月）（岐阜放送アナウンサー）
- 岡田敬司
- 瀬戸はる（2005年12月頃から2007年3月まで）（富山県出身のタレント）
- 早川真代（2005年12月頃から2006年11月まで）
- 高山香織（2007年6月頃から11月頃まで）
- 渡辺万弓
- 伊藤伸久（出演時岐阜新聞社解説員・ひだ高山総局長。岐阜放送の元アナウンサー）
- 岐阜新聞岐阜放送ひだ高山総局長

「Station!」では木曜担当キャスターが担当していた。

## 放送時間
- 毎週土曜日18:00～18:25（2009年5月まで）
- 毎週月曜日18:00～18:15（2013年9月28日まで）
- 毎週木曜日18:15頃（2013年10月10日より2013年12月26日まで）
- 毎週木曜日（2014年1月9日より2019年9月26日まで）
- 第1～第4木曜日17：25頃（2019年10月3日より2020年9月24日まで）
- 毎週木曜日（2020年10月8日から）